# Szabolcs Zubai
Szabolcs Zubai (Mezőkövesd, Mađarska, 31. ožujka 1984.) je mađarski rukometaš i nacionalni reprezentativac. Trenutno igra za Pick Szeged.
Zubai je svoj debi za mađarsku reprezentaciju ostvario 27. prosinca 2004. u utakmici protiv Slovačke. Igrač je za Mađarsku nastupio na četiri europska (2006., 2008., 2010. i 2012.) te dva svjetska prvenstva (2009. i 2011.). Kao juniorski reprezentativac, Zubai je s Mađarskom osvojio broncu na juniorskom svjetskom prvenstvu 2005.